# Фурса Сергій Володимирович (футбольний арбітр)
Сергій Володимирович Фурса (нар. 30 червня 1959) — колишній радянський та російський футбольний арбітр.

## Життєпис
На дорослому рівні судить з 1989 року. Розпочинав кар'єру як асистент у другій радянській лізі. Як головний суддя провів 2 матчі у другій нижчій лізі в 1990 році і 2 матчі у другій лізі в 1991. Після розпаду СРСР був головним арбітром на матчах нижчих ліг Росії. Також з 1992 року працював асистентом на поєдинках вищої ліги. Окрім цього, як асистент Фурса брав участь в міжнародних матчах. У складі бригади Миколи Левнікова обслуговував матчі єврокубків, в тому числі перший матч Суперкубку УЄФА 1996 року між «Парі Сен-Жермен» і «Ювентусом» (1:6). У тому ж році провів одну гру на чемпіонаті Європи (Туреччина — Данія (0:3)).
Дебютував на найвищому рівні як головний арбітр 7 травня 2000 року в матчі 7-го туру «Ротор» — «Спартак» Москва (1:6), в якому показав два попередження й призначив пенальті на користь «Спартака», з якого на 25-й хвилині був відкритий рахунок. Всього в період з 2000 по 2006 рік провів 69 матчів у вищій лізі. Завершив кар'єру 2006 року.
Після завершення кар'єри, очолював суддівський комітет Федерації футболу Санкт-Петербурга й тривалий період часу входив до складу Президії Федерації футболу Санкт-Петербурга, також працював директором інтернату «Газпром»-Академіі «Зеніту». 9 січня 2020 року Фурса очолив департамент інспектування РФС.